# Lista stadionów piłkarskich w Walii
Lista stadionów piłkarskich w Walii składa się z obiektów drużyn znajdujących się w Premier League (I poziomie ligowym Walii) oraz Cymru Alliance i Football League Division One (II poziomie ligowym Walii). Na najwyższym poziomie rozgrywkowym znajduje się 12 drużyn, a na drugim poziomie 32 drużyny, których stadiony zostały przedstawione w poniższej tabeli według kryterium pojemności, od największej do najmniejszej. Tabela uwzględnia również miejsce położenia stadionu (miasto oraz region), klub do którego obiekt należy oraz rok jego otwarcia lub renowacji.
Do listy dodano również stadiony o pojemności powyżej 1 tys. widzów, które są areną domową drużyn z niższych lig lub obecnie w ogóle nie rozgrywano mecze piłkarskie.
Legenda:

    – stadiony IV kategorii UEFA

    – stadiony w budowie lub przebudowie

    – stadiony zamknięte lub zburzone

| Lp | Nazwa stadionu                       | Miejscowość              | Region             | Drużyny                                                      | Otwarty / renowacja | Pojemność | Zdjęcie |
| -- | ------------------------------------ | ------------------------ | ------------------ | ------------------------------------------------------------ | ------------------- | --------- | ------- |
| 1  | Millennium Stadium                   | Cardiff                  | Cardiff            | Reprezentacja Walii                                          | 1999                | 74 500    |         |
| 2  | Cardiff City Stadium                 | Cardiff                  | Cardiff            | Cardiff City i Reprezentacja Walii                           | 2009                | 27 400    |         |
| 3  | Somerton Park (do 1993)              | Newport                  | Newport            | Newport County (1912–1989)                                   | 1912                | 11 676    |         |
| 4  | Liberty Stadium                      | Swansea                  | Swansea            | Swansea City, Ospreys                                        | 2005                | 20 750    |         |
| 5  | Ninian Park (do 2009)                | Cardiff                  | Cardiff            | Cardiff City (do 2009)                                       | 1910                | 20 376    |         |
| 6  | Racecourse Ground                    | Wrexham                  | Wrexham            | Wrexham                                                      | 1864                | 15 500    |         |
| 7  | Parc y Scarlets                      | Llanelli                 | Carmarthenshire    | Llanelli                                                     | 2008                | 14 870    |         |
| 8  | Rodney Parade                        | Newport                  | Newport            | Newport County                                               | 1877                | 11 676    |         |
| 9  | Vetch Field (do 2005)                | Swansea                  | Swansea            | Swansea City (1912–2005)                                     | 1912                | 11 475    |         |
| 10 | Cwmbran Stadium                      | Cwmbran                  | Torfaen            | Cwmbran Town                                                 | 2002                | 10 500    |         |
| 11 | Penydarren Park                      | Merthyr Tydfil           | Merthyr Tydfil     | Merthyr Town, Merthyr Tydfil (1945–2010)                     |                     | 10 000    |         |
| 12 | Brewery Field                        | Bridgend                 | Bridgend           | Bridgend Town (2009–2013)                                    | 1920                | 8 000     |         |
| 13 | Eugene Cross Park                    | Ebbw Vale                | Blaenau Gwent      | Ebbw Vale (do 1999)                                          | 1919                | 8 000     |         |
| 14 | Deva Stadium                         | Chester (Anglia)         | North West England | Chester City                                                 | 1992                | 6 000     |         |
| 15 | Eirias Park                          | Colwyn Bay               | Conwy              | Colwyn Bay (do 1992)                                         |                     | 6 000     |         |
| 16 | Jenner Park                          | Barry                    | Vale of Glamorgan  | Barry Town                                                   | 1913                | 6 000     |         |
| 17 | The Gnoll                            | Neath                    | Neath Port Talbot  | Neath (2008–2012)                                            |                     | 6 000     |         |
| 18 | Victoria Road                        | Port Talbot              | Neath Port Talbot  | Port Talbot Town                                             |                     | 6 000     |         |
| 19 | Ricoh Park Avenue                    | Aberystwyth              | Ceredigion         | Aberystwyth Town                                             |                     | 5 500     |         |
| 20 | Latham Park                          | Newtown                  | Powys              | Newtown                                                      | 1951                | 5 000     |         |
| 21 | Cardiff International Sports Stadium | Cardiff                  | Cardiff            | Cardiff City Ladies, Cardiff Grange Harlequins               | 2009                | 4 953     |         |
| 22 | Newport Stadium                      | Newport                  | Newport            | Llanwern, Newport County (1994–2012)                         | 1993                | 4 700     |         |
| 23 | Station Road                         | Cardiff                  | Cardiff            | Ely Rangers                                                  | 1965                | 4 500     |         |
| 24 | Marston Stadium                      | Aberavon                 | Neath Port Talbot  | Afan Lido                                                    |                     | 4 200     |         |
| 25 | Glenhafod Park Stadium               | Goytre                   | Neath Port Talbot  | Goytre United                                                |                     | 4 000     |         |
| 26 | Belle Vue                            | Rhyl                     | Denbighshire       | Rhyl                                                         | 1892                | 3 800     |         |
| 27 | Stebonheath Park                     | Llanelli                 | Carmarthenshire    | Llanelli (do 2013)                                           | 1919                | 3 700     |         |
| 28 | Recreation Ground                    | Caersws                  | Powys              | Caersws                                                      |                     | 3 500     |         |
| 29 | Nantporth                            | Bangor                   | Gwynedd            | Bangor City                                                  | 2012                | 3 500     |         |
| 30 | Maes Tegid                           | Bala                     | Gwynedd            | Bala Town                                                    |                     | 3 004     |         |
| 31 | Maes y Dre Recreation Ground         | Welshpool                | Powys              | Welshpool Town                                               |                     | 3 000     |         |
| 32 | Richmond Park                        | Carmarthen               | Carmarthenshire    | Carmarthen Town                                              | 1952                | 3 000     |         |
| 33 | The Oval                             | Caernarfon               | Gwynedd            | Caernarfon Town                                              |                     | 3 000     |         |
| 34 | The Rock                             | Rhosymedre               | Wrexham            | Cefn Druids                                                  |                     | 3 000     |         |
| 35 | Llanelian Road                       | Colwyn Bay               | Conwy              | Colwyn Bay (od 1995)                                         |                     | 2 500     |         |
| 36 | Bastion Road                         | Prestatyn                | Denbighshire       | Prestatyn Town                                               | 1969                | 2 300     |         |
| 37 | Recreation Ground                    | Llansanffraid-ym-Mechain | Powys              | Llansantffraid Village (od 2007), The New Saints (1959–2007) |                     | 2 000     |         |
| 38 | Bridge Meadow Stadium                | Haverfordwest            | Pembrokeshire      | Haverfordwest County                                         |                     | 2 000     |         |
| 39 | Park Hall                            | Oswestry (Anglia)        | West Midlands      | The New Saints (od 2007)                                     | 1993                | 2 000     |         |
| 40 | Plaskynaston Lane                    | Cefn Mawr                | Wrexham            | Cefn Druids                                                  |                     | 2 000     |         |
| 41 | Stafford Common                      | Kingsbridge              | Swansea            | Garden Village, Ospreys                                      | 1922                | 2 000     |         |
| 42 | The Showground, Bryn y Castell       | Knighton                 | Powys              | Knighton Town                                                |                     | 2 000     |         |
| 43 | Y Traeth                             | Porthmadog               | Gwynedd            | Porthmadog                                                   |                     | 2 000     |         |
| 44 | The Airfield                         | Broughton                | Flintshire         | Airbus UK Broughton                                          |                     | 1 600     |         |
| 45 | Farrar Road Stadium                  | Bangor                   | Gwynedd            | Bangor City (do 2011)                                        | 1920                | 1 500     |         |
| 46 | Deeside Stadium                      | Deeside                  | Flintshire         | Gap Connah's Quay                                            | 1998                | 1 420     |         |
| 47 | Cae-y-Castell                        | Flint                    | Flintshire         | Flint Town United                                            |                     | 1 164     |         |
| 48 | Queensway Stadium                    | Wrexham                  | Wrexham            | Gap Queens Park                                              |                     | 1 000     |         |